# Richard Benno Adam

Richard B. Adam: Prinzregent Luitpold von Bayern auf dem Weg zur Jagd im Berchtesgadener Land. (Gemälde 1910/1911)

Richard Benno Adam (* 5. März 1873 in München; † 20. Januar 1937 ebenda) war ein deutscher Porträt- und Pferdemaler.

## Leben
Richard Adam stammte aus der Malerfamilie Adam, war der Sohn von Emil Adam und dessen Ehefrau Josefine Marie, geb. Wurmb, und der Urenkel des bayerischen Schlachtenmalers der napoleonischen Ära, Albrecht Adam.
Er wurde seit seiner Kindheit von seinem Vater in Malerei unterrichtet und erhielt dann an der Kunstgewerbeschule München seine Ausbildung. Er studierte bei Nicolas Gysis an der Akademie der Bildenden Künste bei Sigmund Strähuber und Ludwig von Langenmantel (1854–1922), sowie in der von Heinrich Knirr (* 1862) geleiteten Privatschule. Von 1892 bis 1894 studierte er bei Hermann Baisch an der Staatlichen Akademie der Bildenden Künste in Karlsruhe. Graf Wilczek war 1893 bis 1895 sein erster namhafter Auftraggeber, den er vom Vater Emil Adam vermittelt bekommen hatte. Seit 1896 schuf er seine ersten Pferdeporträts für den deutschen, österreichischen, böhmischen und ungarischen Adel. Etwa um 1897 war er Sommergast im bayrischen Possenhofen und schuf ein Gruppenbild mit Kaiserin Elisabeth, der populären Sissi. 1899 malte er die Budapester Jagdgesellschaft, eine Serie, die 47 Pferdeporträts umfasste.
Berühmt wurden seine zahlreichen Reiterbildnisse, darunter vor allem jenes von Kaiser Wilhelm II., das als Kriegspostkarte in Massenauflage gedruckt wurde. Während des Ersten Weltkriegs war er Kriegsmaler des k.u.k. Kriegspressequartiers in Galizien und im kaiserlichen Hauptquartier in Frankreich. Nach 1918 setzte er seine Tätigkeit als Porträt- und Pferdemaler für Adelskreise erfolgreich fort. Zwischen 1928 und 1931 hatte er mehrere Arbeitsaufenthalte in den USA, während der er Porträts amerikanischer Spitzensportler fertigte. Später hatte er eine Professur in München inne. Sein Nachlass findet sich im Stadtarchiv München (NL Adam).

## Das Haus Adam und die Weiße Rose
Richard Adam war mit Margarete Adam verheiratet und hatte mit ihr zwei Töchter, Margit Adam und Gabriele Adam. Die Familie besaß das Haus in der Prinzenstraße 30 in München-Neuhausen, in welchem ab Frühjahr 1940 Richard Berndls Sohn Otto Berndl mit seiner Ehefrau Lilo Ramdohr eine Wohnung in der 1. Etage anmietete. Weihnachten 1940/41 waren hier Clara, Arvid und Mildred Harnack zu Gast. Nach Otto Berndls Tod im Mai 1942 verkehrten hier häufig Alexander Schmorell, Hans Scholl und Christoph Probst, und Kartons mit Flugblättern der Weißen Rose wurden hier deponiert. Im Februar 1943 war Falk Harnack zu Besuch bei Lilo Ramdohr, als er durch ihre Vermittlung den Kontakt zur Weißen Rose aufnahm. Schmorell fand am 18./19. Februar 1943 zu Beginn seiner schicksalhaften Flucht im Hause Adam Unterschlupf.
Im März/April 1943 wurden Richard Adams Witwe, Margarete, und die Tochter Margit deshalb von der Gestapo ergebnislos verhört. Im Frühjahr 1944 lebte hier zeitweilig auch Lilo Ramdohrs zweiter Mann Carl G. Fürst, der Neffe der Malerin Margarethe von Reinken, vor dem Wegzug nach Aschersleben.
Das Haus Prinzenstraße 30 wurde 2018 unter Denkmalschutz gestellt.